# Camèria
Camèria (en llatí: Camerium o Cameria en grec antic: Καμερία) va ser una ciutat del Latium esmentada per Titus Livi com una possessió dels Prisci Latini, presa per Tarquini Prisc.
Era una colònia d'Alba Longa, una ciutat fundada per Latinus Silvius.
Dionís d'Halicarnàs diu que havia estat una ciutat poblada pels aborígens i que després va rebre una colònia d'Alba Longa. Segons diu també, va entrar en guerra amb Roma i Ròmul i Titus Taci la van ocupar. Hi van establir una colònia romana. Però més tard apareix com una ciutat llatina independent sotmesa per Tarquini Prisc. Després de l'enderrocament del darrer rei romà, Camèria va defensar la causa dels Tarquinis exiliats, i per això va ser castigada severament després que fos conquerida pel cònsol Òpiter Virgini Tricost l'any 501 aC, que la va destruir. Més tard ja no apareix a les llistes de les ciutats que formaven part de la Lliga llatina i Plini el Vell diu que era una ciutat del Latium que ja no existia al seu temps. Tàcit recorda que la família dels Coruncanii tenia el seu origen a Camèria, i el cognom familiar de Camerinus que va portar una branca de la gens Sulpícia tenia el mateix origen.
La seva situació exacta no se sap però la vila de Palombara, prop del puig Gennaro, a uns quaranta quilòmetre de Roma, reclama estar situada al lloc de l'antiga Camèria.